# 아들자

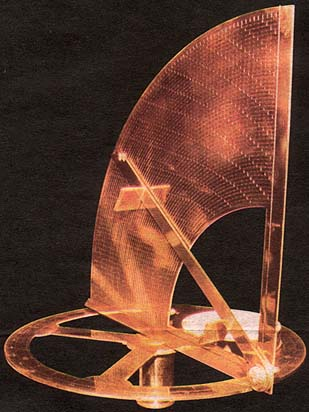
페드로 누네스의 아들자 모형

아들자(nonius), 노니우스(nonius)는 포르투갈의 발명가, 저자, 수학자, 항해자 페드루 누네스(Pedro Nunes, 라틴어: Petrus Nonius)의 이름을 따서 만들어진, 항해 및 천문학에 사용되는 측정 도구이다. 일본어식 표현인 노기스(ノギス)라는 용어로도 알려져 있다. 이 자는 1542년 천문관측의 등의 세밀한 기구 측정을 위한 시스템으로서 제작되었다. 이 시스템은 1631년 프랑스의 수학자 피에르 버니어에 의해 버니어자에 채택되었다.
둥근 물체의 직경이나 구멍의 내경(內徑) 등을 측정하는 데에는 자로써는 불편하므로 주척(主尺)에 보조구(補助具)를 붙인 노기스라는 것이 공장 같은 데서 널리 쓰이고 있다. 보조구는 주척 위를 이동하도록 되어 있으며, 이것에도 부척(副尺：vernier)이라는 눈금이 들어 있어 그 0자리의 눈금 위치를 주척의 눈금으로 읽음으로써 길이를 측정한다.